# 1869 في كندا
فيما يلي قوائم الأحداث التي وقعت خلال عام 1869 في كندا.

## سياسة

### تعيين في المنصب
- 18 يناير – جيمس روس عضو مجلس العموم الكندي.
- 17 مايو – جون روس رئيس مجلس الشيوخ [الإنجليزية]‏.

### انتهاء فترة المنصب
- 1 يناير – جيمس إدوارد سميث عمدة تورونتو [الإنجليزية]‏.
- 26 مايو – جون روس رئيس مجلس الشيوخ [الإنجليزية]‏.

## مواليد

### يناير
- 1 يناير – جورج فوربس لاعب كرة قدم أيرلندي.
- 29 يناير – دونكان سنكلير سياسي كندي.

### فبراير
- 7 فبراير – ديفيد واتسون ضابط كندي.
- 13 فبراير – صوفي بيمبرتون فنانة كندية.
- 22 فبراير – والتر ريد سياسي كندي.

### مارس
- 18 مارس – مود أبوت
- 22 مارس – ويليام بلاك سياسي كندي.

### مايو
- 3 مايو – جوليا آرثر ممثلة كندية.

### يونيو
- 15 يونيو – جورج روي هارفي مدير فني من الولايات المتحدة الأمريكية.
- 23 يونيو – مورلي كوري سياسي كندي.
- 27 يونيو – جيمس روبرت ميلر مهندس معماري أمريكي.

### أغسطس
- 7 أغسطس – توماس هربرت لينوكس سياسي كندي.
- 7 أغسطس – فريدريك طومسون

### سبتمبر
- 5 سبتمبر – ألبرت بارسونز سياسي كندي.
- 6 سبتمبر – جيمس ك. هاكيت ممثل أمريكي.
- 20 سبتمبر – جوزيف كلارك محامي كندي.

### أكتوبر
- 10 أكتوبر – جون إروين سياسي كندي.
- 16 أكتوبر – غوردون جينينغز لاينغ

### نوفمبر
- 12 نوفمبر – جون هاميلتون فولتون مصرفي كندي.

## وفيات

### أبريل
- 1 أبريل – جيمس بيل فورسيث (مواليد 1802) رجل أعمال كندي.

### مايو
- 27 مايو – جيمس إدوارد سمول (مواليد 1798) سياسي كندي.